# Ministère des Affaires étrangères (Paraguay)
Pour les articles homonymes, voir Ministère des Affaires étrangères.
Le ministère des Affaires étrangères (officiellement le ministère des Relations extérieures ; en espagnol : Ministerio de Relaciones Exteriores) est le département ministériel du Gouvernement paraguayen chargé de mettre en œuvre la politique étrangère du Paraguay.

## Liste des ministres
- Manuel Domínguez (9 de enero-25 novembre 1902)
- Pedro Pablo Peña (25 novembre 1902-3 avril 1903)
- Antonio Cayetano Carrera (3 de abril-8 mai 1903)
- Antolín Irala (8 mai 1903-19 décembre 1904)
- Cecilio Báez (19 décembre 1904-9 décembre 1905)
- Cayetano Carreras (10 décembre 1905-5 février 1906)
- Adolfo Soler (6 février 1906-24 novembre 1906)
- Cecilio Báez (25 novembre 1906-1908)
- Eusebio Ayala (4 juillet 1908-21 octobre 1908)
- Manuel Gondra (23 octobre 1908-14 mai 1910)
- Héctor Velázquez (25 octobre 1910-16 janvier 1911)
- Cecilio Báez (17 janvier 1911-5 juillet 1911)
- Teodosio González (6 juillet 1911-28 septembre 1911)
- Carlos Luis Isasi (29 septembre 1911-28 décembre 1911)
- Antolín Iraola (29 décembre 1911-27 février 1912)
- Fulgencio R. Moreno (28 février 1912-21 mars 1912)
- Félix Paiva (22 mars 1912-14 août 1912)
- Eusebio Ayala (15 août 1912-1° janvier 1913)
- Manuel Gondra (1° janvier 1913-22 janvier 1918)
- Eusebio Ayala (23 janvier 1918-14 août 1919)
- Ramón Lara Castro (15 août 1919-14 août 1920)
- Manuel Peña Rojas (15 août 1920-14 août 1921)
- Alejandro Arce (15 août 1921-14 août 1923)
- Rogelio Ibarra Muñoz (15 août 1923-12 août 1924)
- Manuel Peña Rojas (13 août 1924-14 août 1925)
- Enrique Bordenabe (15 août 1925-14 août 1928)
- Gerónimo Zubizarreta (15 août 1928-24 octobre 1931)
- Raúl Casal Ribeiro (25 de octubre de 1931-6 mars 1932)
- Higinio Arbo (7 mars 1932-21 août 1932)
- Justo Pastor Benítez (22 août 1932-14 août 1934)
- Luis Alberto Ricart (15 août 1934-18 février 1936)
- Juan Stefanich (19 février 1936-12 août 1937)
- Cecilio Báez (13 août 1937-8 novembre 1938)
- Elías Ayala (9 novembre 1938-21 août 1939)
- Justo Pastor Prieto (22 août 1939-15 février 1940)
- Justo Pastor Benítez (16 février 1940-12 septembre 1940)
- Tomás Salomoni (14 septembre 1940-28 novembre 1940)
- Luis A. Argaña (29 novembre 1940-19 mars 1944)
- Horacio Chiriani (20 mars 1944-25 mars 1946)
- Antonio Taboada (26 mars 1946-23 juillet 1946)
- Miguel Ángel Soler (24 juillet 1946-12 janvier 1947)
- Federico Chaves (13 janvier 1947-23 novembre 1947)
- César Vasconcellos (23 novembre 1947-31 janvier 1948)
- Víctor Morínigo (31 janvier 1948-15 août 1948)
- Domingo Montanaro (15 août 1948-10 septembre 1948
- Juan E. O'Leary (10 septembre 1948-27 février 1949)
- Federico Chaves (27 février 1949-12 mai 1949)
- Bernardo Ocampos (12 mai 1949-14 juillet 1953)
- José Antonio Moreno (27 juillet 1953-7 mai 1954)
- Hipólito Sánchez Quell (8 mai 1954-31 mai 1956)
- Raúl Sapena Pastor (1° juin 1956-9 mars 1976)
- Alberto Nogués (9 mars 1976-15 août 1983)
- Carlos Augusto Saldivar (15 août 1983-15 août 1988)
- Rodney Elpidio Acevedo (29 août 1988-3 février 1989)
- Luis María Argaña (3 février 1989-25 juillet 1990)
- Alexis Frutos (26 juillet 1990-13 août 1993)
- Diógenes Martínez (15 août 1993-16 décembre 1993)
- Luis María Ramírez (16 décembre 1993-10 mai 1996)
- Rubén Melgarejo (10 mai 1996-14 août 1998-)
- Dido Florentín Bogado (15 août 1998-29 mars 1999)
- Miguel Abdón Saguier (29 mars 1999-6 septembre 1999)
- Félix Estigarribia (6 septembre 1999-15 février 2000)
- Juan Esteban Aguirre (15 février 2000-14 mars 2001)
- José Antonio Moreno (14 mars 2001-14 août 2003)
- Leila Rachid (15 août 2003-21 août 2006)
- Rubén Ramírez Lezcano (22 août 2006-14 août 2008)
- Alejandro Hamed (15 août 2008-28 avril 2009)
- Héctor Lacognata (29 avril 2009-21 mars 2011)
- Jorge Lara Castro (22 mars 2011-22 juin 2012)
- Félix Estigarribia (23 juin 2012-15 août 2013)
- Eladio Loizaga (15 août 2013-15 août 2018)
- Luis Alberto Castiglioni (15 août 2018-31 juillet 2019)
- Antonio Rivas Palacios (31 juillet 2019-12 octobre 2020)
- Federico González Franco (12 octobre 2020-21 janvier 2021)
- Euclides Acevedo (22 janvier 2021-27 avril 2022)
- Julio Arriola (29 avril 2022-15 août 2023)
- Rubén Ramírez Lezcano (desde el 15 août 2023)